# (51826) Калпаначавла
(51826) Калпаначавла (англ. Kalpanachawla) — астероид главного пояса, который был открыт 19 июля 2001 года в рамках программы NEAT по поиску околоземных астероидов в Паломарской обсерватории, США и назван в честь индийского астронавта Калпана Чавла, погибшей 1 февраля 2003 года в результате катастрофы шаттла «Колумбия».

Орбита астероида Калпаначавла и его положение в Солнечной системе

Астероид Калпаначавла — один из семи астероидов, открытых в Паломарской обсерватории в середине июля 2003 года, названных в память о погибших астронавтах "Колумбии".